# Sončev veter
Sónčev véter je stalni  tok nabitih delcev (npr. plazme), ki prihajajo iz zgornje atmosfere zvezde. Če ti delci izhajajo iz drugih zvezd (torej ne iz Sonca), se ta tok imenuje tudi zvezdni veter.
Sestavljen je iz elektronov in protonov visokih energij (okoli 1 keV), ki so zmožni uiti gravitaciji zvezde, delno tudi zaradi visoke temperature korone in velike kinetične energije, ki jo delci dobijo s procesom, ki trenutno še ni dobro pojasnjen. Sončev veter je povezan z več pojavi, med drugim z geomagnetnimi viharji, ki lahko motijo preskrbo z elektriko na Zemlji, s polarnimi siji, z vplivom na smer repov kometov in z nastankom oddaljenih zvezd.
Zgodnji modeli Sončevega vetra so za pospeševanje snovi uporabljali v glavnem toplotno energijo, vendar pa je bilo že v šestdesetih letih 20. stoletja jasno, da to ni dovolj za pojasnitev visokih hitrosti delcev. Potreben je dodaten mehanizem pospeševanja, ki pa trenutno še ni znan, vendar je najverjetneje povezan z magnetnimi polji v Sončevi atmosferi.